# Szegvári Menyhért
Szegvári Menyhért (Szeged, 1949. április 24. – Eger, 2020. június 4.) Jászai Mari-díjas magyar rendező, színész, az egri Gárdonyi Géza Színház örökös tagja.

## Életpályája
Szülei: Szegvári Menyhért és Csányi Mária. Az 1968-as Ki mit tud?-on döntős volt versmondás kategóriában. 1968–1972 között a Színház- és Filmművészeti Főiskola színész szakán tanult Ádám Ottó osztályában.
1972–1981 között a Pécsi Nemzeti Színház színésze, 1981–1982 között megbízott főrendezője, 1982–1986 között vezető rendezője, 1986–1987 között főrendezője, 1987–1992 között rendezője volt. 1979–1982 között a Színház- és Filmművészeti Főiskola színházrendező szakát is elvégezte Zsámbéki Gábor osztályában. 1992–1994 között a József Attila Színház tagja volt. 1994 óta az egri Gárdonyi Géza Színház rendezője volt. 2010-ben a Gárdonyi Géza Színház örökös tagja lett.
Első felesége: Szegvári Katalin volt. 13 évig élt együtt Vári Éva színésznővel. Második felesége Nádasy Erika színésznő volt.

## Színházi munkái
A Színházi Adattárban regisztrált bemutatóinak száma: színészként: 57; rendezőként: 107.

### Színházi rendezések
| Szerző                                         | Mű címe                                     | Bemutató éve         | Színház                                           |
| ---------------------------------------------- | ------------------------------------------- | -------------------- | ------------------------------------------------- |
| Csemer Géza-Szakcsi Lakatos Béla               | Egyszer egy cigánylány                      | 1975. szept. 14.     | Pécsi Nemzeti Színház                             |
| Illyés Gyula                                   | Dániel az övéi között                       | 1976. július 17.     | Gyulai Várszínház (Sík Ferenc rendező munkatársa) |
| Lászlóffy Csaba                                | Nappali virrasztás                          | 1976. július 21.     | Gyulai Várszínház (Sík Ferenc rendező munkatársa) |
| Dale Wasserman (Daroin-Leigh)                  | La Mancha lovagja                           | 1977. február 25.    | Pécsi Nemzeti Színház                             |
| Gábor Andor-Lehár Ferenc                       | Cigányszerelem                              | 1977. október 1.     | Pécsi Nemzeti Színház                             |
| Heltai Jenő                                    | Szépek szépe                                | 1978. október 14.    | Pécsi Nemzeti Színház Kamaraszínháza              |
| Molnár Andrea                                  | A három kecskék                             | 1981. január 18.     | Pécsi Nemzeti Színház Kamaraszínháza              |
| Bertolt Brecht                                 | A nevelő úr                                 | 1981. május 22.      | Színház-és Filmművészeti Főiskola/Ódry Színpad    |
| Szilágyi László – Zerkovitz Béla               | Csókos asszony                              | 1981. július 18.     | Pécsi Nemzeti Színház Szabadtéri Táncszínház      |
| Friedrich Schiller                             | Haramiák                                    | 1981. október 3.     | Pécsi Nemzeti Színház                             |
| Bródy Sándor                                   | A medikus                                   | 1981. december 11.   | Budapesti Nemzeti Színház                         |
| Páskándi Géza                                  | A vadorzó, avagy a visszhang becsülete      | 1982. április 24.    | Pécsi Nemzeti Színház                             |
| Pierre Corneille                               | Cinna                                       | 1982. július 15.     | Pécs Barbakán (Pécsi Nyári Színház) – társrendező |
| Szomory Dezső                                  | Szabóky Zsigmond Rafael (Hagyd a nagypapát) | 1982. október 6.     | Pécsi Nemzeti Színház                             |
| Karinthy Frigyes                               | Kávéházi komédiák                           | 1983. március 9.     | Pécsi Nemzeti Színház                             |
| Illyés Gyula                                   | Kiegyezés                                   | 1983. április 8.     | Pécsi Nemzeti Színház Kamaraszínháza              |
| William Shakespeare                            | Hamlet                                      | 1983. december 10.   | Pécsi Nemzeti Színház                             |
| Csemer Géza-Szakcsi Lakatos Béla               | Cigánykerék                                 | 1984. február 11.    | Pécsi Nemzeti Színház                             |
| Békés Pál –Rozgonyi Ádám                       | Szegény Lázár                               | 1984. április 25.    | Pécsi Nemzeti Színház – Művelődési Ház            |
| W.A. Mozart                                    | A varázsfuvola                              | 1984. május 26.      | Pécsi Nemzeti Színház                             |
| Martos Ferenc – Huszka Jenő                    | Gül Baba                                    | 1984. július 18.     | Pécsi Nemzeti Színház Szabadtéri Táncszínház      |
| James Joyce                                    | Számkivetettek                              | 1984. december 14.   | Pécsi Nemzeti Színház – Művelődési Ház            |
| John Gay                                       | Koldusopera                                 | 1985. február 23.    | Pécsi Nemzeti Színház                             |
| Kulinyi Ernő- Kálmán Imre                      | A bajadér                                   | 1985. október 4.     | Pécsi Nemzeti Színház                             |
| Hernádi Gyula                                  | Hagyaték                                    | 1986. január 10.     | Pécsi Nemzeti Színház Kamaraszínháza              |
| Lope de Vega                                   | A kertész kutyája                           | 1986. február 22.    | Pécsi Nemzeti Színház                             |
| Békés Pál                                      | Pincejáték                                  | 1986. december 18.   | Békés Megyei Jókai Színház                        |
| William Shakespeare                            | Lear király                                 | 1986. október 10.    | Pécsi Nemzeti Színház                             |
| Nell Dunn                                      | Gőzben                                      | 1986. október 12.    | Pécsi Nemzeti Színház Kamaraszínháza              |
| Munkácsi Miklós                                | Lisszaboni eső                              | 1987. március 1.     | Budapest Játékszín                                |
| W.A. Mozart                                    | A varázsfuvola                              | 1987. június 27.     | Fertőrákosi Barlangszínház                        |
| David Storey                                   | Anyánk napja                                | 1987. október 30.    | Pécsi Nemzeti Színház                             |
| Johan Strauss                                  | Cigánybáró                                  | 1987. október 13.    | Debreceni Csokonai Színház                        |
| Tersánszky Józsi Jenő                          | Kakuk Marci                                 | 1987. december 12.   | Győr, Bartók Béla Megyei Művelődési Központ       |
| William Shakespeare                            | A makrancos hölgy                           | 1988. március 30.    | Debreceni Csokonai Színház                        |
| Alekszandr Nyikolajevics Osztrovszkij          | Hozomány nélküli menyasszony                | 1989. február 10.    | Debreceni Csokonai Színház                        |
| Rossini                                        | Hamupipőke                                  | 1989. március 17.    | Debreceni Csokonai Színház                        |
| Friedrich Schiller                             | Don Carlos                                  | 1990. február 9.     | Debreceni Csokonai Színház                        |
| Willy Russel                                   | Én, Shirley                                 | 1990. március 9.     | Pécsi Nemzeti Színház Szobaszínháza               |
| Joe Orton                                      | Amit a lakáj látott                         | 1990. október 12.    | Pécsi Nemzeti Színház Szobaszínháza               |
| Márai Sándor                                   | A kaland                                    | 1990. november 23.   | Komáromi Jókai Színház                            |
| Tennessee Williams                             | A tetovált rózsa                            | 1991. március 16.    | Pécsi Nemzeti Színház                             |
| Heltai Jenő                                    | A néma levente                              | 1991. július 20.     | Veszprémi Petőfi Színház Veszprémi Vár            |
| Sultz Sándor                                   | És a hősök hazatérnek                       | 1991. szeptember 27. | Egri Gárdonyi Géza Színház                        |
| Friedrich Schiller                             | Stuart Mária                                | 1991. október 18.    | Szegedi Nemzeti Színház Kisszínháza               |
| Sultz Sándor                                   | Romantika                                   | 1991. november 30.   | Veszprémi Petőfi Színház Latinovits Játékszín     |
| Terence McNally                                | The Rink                                    | 1992. január 24.     | Pécsi Nemzeti Színház                             |
| Csemer Géza-Szakcsi Lakatos Béla               | Cigánykerék                                 | 1992. szeptember 26. | Budapesti Kamaraszínház – Józsefvárosban          |
| Schwab-DeSylva-Henderson                       | Diákszerelem                                | 1992. október 3.     | Pécsi Nemzeti Színház                             |
| Ion Luca Caragiale                             | Az elveszett levél                          | 1993. február 27.    | Budapest, József Attila Színház                   |
| William Shakespeare                            | Tévedések vígjátéka                         | 1993. április 17.    | Budapest, József Attila Színház                   |
| Atrhur Laurents – Jule Styne                   | Gipsy                                       | 1993. október 16.    | Budapest, József Attila Színház                   |
| Willy Russel                                   | Vértestvérek                                | 1994. február 25.    | Budapesti Kamaraszínház – Józsefvárosban          |
| Szép Ernő                                      | Vőlegény                                    | 1994. szeptember 23. | Egri Gárdonyi Géza Színház                        |
| Szilágyi László – Eisemann Mihály              | Én és a kisöcsém                            | 1994. október 1.     | Budapesti József Attila Színház                   |
| Remenyik Zsigmond                              | Az atyai ház                                | 1994. december 2.    | Egri Gárdonyi Géza Színház                        |
| Peter Shaffer                                  | Equus                                       | 1995. január 27.     | Pécsi Nemzeti Színház Kamaraszínháza              |
| Pam Gems                                       | Piaf                                        | 1995. március 11.    | Budapesti Kamaraszínház – Tivoli                  |
| Kander-Ebb                                     | A görkorcsolyapálya                         | 1995. április 28.    | Egri Gárdonyi Géza Színház                        |
| Dale Wasserman (Daroin-Leigh)                  | La Mancha lovagja                           | 1995. október 13.    | Pécsi Nemzeti Színház                             |
| Bródy Sándor                                   | A medikus                                   | 1995. december 12.   | Egri Gárdonyi Géza Színház                        |
| Barta Lajos                                    | Szerelem                                    | 1996.október 11.     | Egri Gárdonyi Géza Színház                        |
| Nell Dunn                                      | Gőzben                                      | 1997. február 13.    | Egri Gárdonyi Géza Színház                        |
| Joe Orton                                      | Amit a lakáj látott                         | 1997. április 2.     | Budapesti Kamaraszínház – Shure Stúdió            |
| Joe Orton                                      | Csak, mint otthon, Mr. Sloane               | 1997. október 10.    | Egri Gárdonyi Géza Színház                        |
| Geszti Péter- Dés László                       | A dzsungel könyve                           | 1997. december 12.   | Zalaegerszegi Hevesi Sándor Színház               |
| Molnár Ferenc                                  | Liliom                                      | 1998. március 27.    | Egri Gárdonyi Géza Színház                        |
| Friedrich Schiller (Papp Gyula- Demjén Ferenc) | Ármány és szerelem                          | 1998. április 24.    | Békés Megyei Jókai Színház                        |
| Joe Orton                                      | Csak, mint otthon, Mr. Sloane               | 1998. december 20.   | Budapesti Kamaraszínház – Shure Stúdió            |
| Georges Feydeau                                | Bolha a fülbe                               | 1998. november 13.   | Egri Gárdonyi Géza Színház                        |
| Tersánszky Józsi Jenő                          | Kakuk Marci szerencséje                     | 1999. május 5.       | Kassai Thália Színház                             |
| Pam Gems                                       | Piaf                                        | 1999. október 1.     | Egri Gárdonyi Géza Színház                        |
| Heltai Jenő                                    | A néma levente                              | 1999. november 18.   | Kassai Thália Színház                             |
| Erich Kastner                                  | Emil és a detektívek                        | 2000. január 5.      | Eger Művelődési Központ                           |
| Pam Gems                                       | Marlene                                     | 2000. február 12.    | Budapesti Kamaraszínház – Tivoli                  |
| David Storey                                   | Anyánk napja                                | 2000. március 18.    | Budapesti Kamaraszínház – Ericsson Stúdió         |
| Spiró György                                   | Kvartett                                    | 2001.                | Egri Gárdonyi Géza Színház                        |
| Dale Wassermann- Ken Kesey                     | Kakukkfészek                                | 2001. március 2.     | Egri Gárdonyi Géza Színház                        |
| Heltai Jenő                                    | A Tündérlaki lányok                         | 2001. március 14.    | Békéscsabai Jókai Színház                         |
| Gulio Scarnacci – Renzo Tarabucci              | Kaviár és lencse                            | 2001. november 8.    | Kassai Thália Színház                             |
| Kander – Ebb                                   | A Pókasszony csókja                         | 2001.december 20.    | Budapesti Kamaraszínház – Tivoli                  |
| Nyikolaj Vasziljevics Gogol                    | A revizor                                   | 2002. február 15.    | Egri Gárdonyi Géza Színház                        |
| Ray Cooney                                     | Klikk ! – Páratlan páros 2.                 | 2002. december 6.    | Egri Gárdonyi Géza Színház                        |
| Julian Garner                                  | Ébredés                                     | 2003. január 17.     | Egri Gárdonyi Géza Színház                        |
| Vajda Katalin – Fábri Péter                    | Anconai szerelmesek                         | 2003. július 13.     | Eger Agria Játékok Kis Dobó tér                   |
| Sarkadi Imre                                   | Elveszett paradicsom                        | 2003. október 3.     | Egri Gárdonyi Géza Színház                        |
| Vajda Katalin – Fábri Péter                    | Anconai szerelmesek                         | 2003. október 17.    | Egri Gárdonyi Géza Színház                        |
| Ray Rigby                                      | A domb                                      | 2004. március 4.     | Debreceni Csokonai Színház                        |
| Magni-Zapponi                                  | Legyetek jók, ha tudtok                     | 2004. október 1.     | Egri Gárdonyi Géza Színház                        |
| Robert Thomas                                  | Nyolc nő                                    | 2005. május 14.      | Budapesti Kamaraszínház – Ericsson Stúdió         |
| Heltai Jenő                                    | A Tündérlaki lányok                         | 2005. június 7.      | Kassai Thália Színház                             |
| Heltai Jenő                                    | A Tündérlaki lányok                         | 2005. augusztus 17.  | Diósgyőri Várszínház                              |
| Tennessee Williams                             | A tetovált rózsa                            | 2005. október 21.    | Egri Gárdonyi Géza Színház                        |
| Parti Nagy Lajos                               | Ibusár                                      | 2006. január 5.      | Egri Gárdonyi Géza Színház (Stúdiószínpad)        |
| Lionel Bart                                    | Oliver                                      | 2006. július 7.      | Eger Agria Játékok Líceum Udvara                  |
| Lionel Bart                                    | Oliver                                      | 2006. október 4.     | Egri Gárdonyi Géza Színház                        |
| Háy Janos                                      | A Pityu bácsi fia                           | 2006. október 31.    | Egri Gárdonyi Géza Színház (Stúdiószínpad)        |
| Willy Russel                                   | Vértestvérek                                | 2007. október 5.     | Egri Gárdonyi Géza Színház                        |
| Márton László                                  | A nagyratörő                                | 2008. január 18.     | Egri Gárdonyi Géza Színház                        |
| Nagy András                                    | Camille                                     | 2008.március 27.     | Egri Gárdonyi Géza Színház                        |
| Ivan Bulgakov                                  | Ivan, a Rettentő                            | 2008. október 9.     | Egri Gárdonyi Géza Színház                        |
| Visky András                                   | Alkoholisták                                | 2009. október 2.     | Egri Gárdonyi Géza Színház (Stúdiószínpad)        |
| Jaroslav Hasek                                 | Svejk                                       | 2009. december 19.   | Budapesti Kamaraszínház –Tivoli                   |
| Horváth Péter                                  | Kerti mulatság, avagy írók a fogason        | 2010. február 25.    | Egri Gárdonyi Géza Színház                        |
| Csemer Géza-Szakcsi Lakatos Béla               | Cigánykerék                                 | 2010. április 16.    | Egri Gárdonyi Géza Színház                        |
| Willy Russel                                   | Én, Shirley                                 | 2011. január 28.     | Egri Gárdonyi Géza Színház                        |
| Martos Ferenc                                  | Gül Baba                                    | 2011. január 28.     | Egri Gárdonyi Géza Színház                        |
| Samuel Beckett                                 | Óh, azok a szép napok                       | 2011. november 11.   | Eger, Földszint 2. Színház                        |
| Pam Gems                                       | Piaf (önálló est)                           | 2012. szept. 30.     | Belvárosi Színház                                 |
| Magyar Elemér                                  | Zárt láncolat                               | 2012.                | Eger, Földszint 2. Színház                        |
| Ionesco                                        | Kopasz énekesnő                             | 2012.                | Szuszogó Színház (Eszterházy Károlyi Egyetem)     |
| Mrozek                                         | Pjotr Ohej                                  | 2013.                | Szuszogó Színház (Eszterházy Károlyi Egyetem)     |
| Pam Gems                                       | Piaf                                        | 2013.                | Eger, Földszint 2. Színház                        |
| Visky András                                   | Pornó                                       | 2013.                | Eger, Földszint 2. Színház                        |

### Színházi szerepek
| Szerep                            | Szerző és a mű címe                                                              | Bemutató éve         | Színház                                      |
| --------------------------------- | -------------------------------------------------------------------------------- | -------------------- | -------------------------------------------- |
| Zotyi                             | Tóth Miklós: Jegygyűrű a mellényzsebben                                          | 1972.                |                                              |
| Péter                             | Garai Gábor. A lebegő atlasz                                                     | 1973. október 5.     | Pécsi Nemzeti Színház                        |
| Syracusai Dromio                  | William Shakespeare: Tévedések vígjátéka                                         | 1973. november 6.    | Pécsi Nemzeti Színház                        |
| Kosztya Sóvárgov:                 | Valenyin Katajev: Bolond vasárnap                                                | 1974. május 3.       | Pécsi Nemzeti Színház                        |
| Kotljarevszkij                    | Száraz György: A nagyszerű halál                                                 | 1974. július 5.      | Békés Megyei Jókai Színház/Gyulai Várszínház |
| Sganarelle                        | Molière: Don Juan                                                                | 1974. november 29.   | Pécsi Nemzeti Színház                        |
| Viktor                            | Viktor Rozov: Kényes helyzet                                                     | 1975. január 24.     | Pécsi Nemzeti Színház                        |
| Caliban                           | William Shakespeare: A vihar                                                     | 1975. június 13.     | Pécsi Nemzeti Színház                        |
| Diruta Girolamo, olasz zeneszerző | Veress Dániel: Véres farsang                                                     | 1975. július 4.      | Gyulai Vár ’75 a Várszínházban               |
| Csóripe                           | Csemer Géza – Szakcsi Lakatos Béla: Egyszer egy cigánylány                       | 1975. szeptember 14. | Pécsi Nemzeti Színház                        |
| Gáfi Bence                        | Tamási Áron: Ősvigasztalás                                                       | 1976. március 2.     | Pécsi Nemzeti Színház                        |
| Monerieff Algernon                | Oscar Wilde: Bunbury, avagy Győzőnek lenni kell                                  | 1976. szeptember 24. | Madách Kamaraszínház (beugrás)               |
| Bajcsy-Zsilinszky Endre           | Hernádi Gyula: Bajcsy-Zsilinszky Endre                                           | 1977. április 15.    | Pécsi Nemzeti Színház                        |
| szereplő                          | Katona Imre: magyar passió                                                       | 1977. július 12.     | Gyulai Vár ’77 a Várszínházban               |
| Strázsamester                     | Páskándi Géza: Távollevők                                                        | 1977. július 16.     | Gyulai Vár ’77 a Várszínházban               |
| Balázs                            | Móricz Zsigmond: Nem élhetek muzsikaszó nélkül                                   | 1977. október 8.     | Pécsi Nemzeti Színház                        |
| Richard                           | Illyés Gyula: Orfeusz a felvilágban                                              | 1977. október 28.    | Pécsi Nemzeti Színház                        |
| Chiron                            | William Shakespeare: Titus Andronicus                                            | 1978. május 9.       | Pécsi Nemzeti Színház                        |
| Maro                              | Marin Drzic: Dundo Maroje                                                        | 1979. január 3.      | Pécsi Nemzeti Színház                        |
| A deák                            | Kodály Zoltán: Háry János                                                        | 1979. március 30.    | Pécsi Nemzeti Színház                        |
| Fiatal vitéz                      | Nemeskürty István: Szép ének a gyulai vitézekről, avagy a majdnem teljes igazság | 1979. július 6.      | Gyulai Vár ’79 a Várszínházban               |
| Fortinbras                        | William Shakespeare: Hamlet                                                      | 1983. december 10.   | Pécsi Nemzeti Színház                        |
| Zoltán                            | Sarkadi Imre: Elveszett paradicsom                                               | 1985. április 12.    | Pécsi Nemzeti Színház                        |
| szereplő                          | Marton Frigyes: Kiskapukulcsok                                                   | 1986. március 14.    | Pécsi Nemzeti Színház                        |
| szereplő                          | Gergely Róbert: Love story                                                       | 1988. március 25.    | Fővárosi Operettszínház                      |
| Bazarov                           | Ivan Turgenyev: Apák és fiúk                                                     | 1989. október 6.     | Pécsi Nemzeti Színház                        |
| Luka                              | Gorkij: Éjjeli menedékhely                                                       | 2005. február 4.     | Egri Gárdonyi Géza Színház                   |
| Gálffi János                      | Márton László: A nagyratörő                                                      | 2008. január 18.     | Egri Gárdonyi Géza Színház                   |
| Willie                            | Samuel Beckett: Ó azok a szép napok                                              | 2011. november 11.   | Eger, Földszint 2/A. Színház                 |

## Filmjei

### Játékfilm és tévéjáték rendezések
| A mű címe                              | Bemutató éve | Produkció        |
| -------------------------------------- | ------------ | ---------------- |
| Ördögh Szilveszter: Gyorsított eljárás |              | Magyar Televízió |
| Ördögh Szilveszter: Föloldozás         | 1989.        | Magyar Televízió |
| Heltai Jenő: Tündérlaki lányok         | 2005.        | Magyar Televízió |

### Filmszerepek
| Szerep            | Rendező és mű címe                  | Bemutató éve        | Produkció             |
| ----------------- | ----------------------------------- | ------------------- | --------------------- |
| szereplő          | Kovács András: Staféta              | 1971. február 18.   | MAFILM I. Játékstúdió |
| szereplő          | Jöjjön el a te országod             | 1971.               |                       |
| Jász Antal „Anti” | Gaál Albert: Velünk kezdődik minden | 1973. szeptember 7. | Magyar Televízió      |
| III. határőr      | Fejér Tamás: Az öreg bánya titka    | 1973.               | Magyar Televízió      |

## Díjak
- Jászai Mari-díj (1989)